# Union County, Illinois
Union County är ett administrativt område i delstaten Illinois, USA, med 17 808 invånare. Den administrativa huvudorten (county seat) är Jonesboro.

## Geografi
Enligt United States Census Bureau har countyt en total area på 1 093 km². 1 078 km² av den arean är land och 15 km² är vatten.

### Angränsande countyn
- Jackson County - nord
- Williamson County - nordost
- Johnson County - öst
- Pulaski County - sydost
- Alexander County - syd
- Cape Girardeau County, Missouri - väst
- Perry County, Missouri - nordväst

### Orter
- Cobden
- Dongola
- Jonesboro (huvudort)